# Clásico Platense
La rivalité entre Gimnasia y Esgrima et Estudiantes se réfère à l'antagonisme entre les deux principaux clubs de football de La Plata, en Argentine. 
Gimnasia y Esgrima La Plata voit le jour en 1887 et Estudiantes de La Plata en 1905. Gimnasia évolue au stade Juan Carmelo Zerillo et Estudiantes évolue au stade Jorge Luis Hirschi.
D'une manière générale, les supporters de football argentins prennent parti, en plus de leur club de cœur, soit pour le CA River Plate soit pour le CA Boca Juniors. La ville de La Plata est l'une des seules - avec Rosario - où la passion pour les clubs locaux est plus forte que pour les deux équipes disputant le Superclásico.

## Historique des confrontations
En octobre 2023, les deux équipes se sont affrontées à 186 reprises. Estudiantes mène depuis 1945 l'historique des confrontations, avec 66 victoires et 267 buts, contre 51 victoires et 221 buts pour Gimnasia. Les 69 autres rencontres se sont soldées par un match nul.
Estudiantes a joué 81 matchs à domicile, pour 36 victoires, 28 nuls et 17 défaites ; El Pincha a marqué 129 buts et en a encaissé 90.
Gimnasia a joué 79 matchs à domicile, pour 28 victoires, 30 nuls et 21 défaites ; El Lobo a marqué 108 buts et en a encaissé 99. 
À partir de 2006, le Cládico Platense s'est déroulé plusieurs fois sur terrain neutre à l'Estadio Unico de La Plata, inauguré en 2003. Dans cette enceinte, Estudiantes est invaincu face à Gimnasia avec 10 victoires et 5 matchs nuls.

## Navigation